# Giorgi Tsimakuridze
Giorgi Tsimakuridze (sinh ngày 10 tháng 11 năm 1983, tại Chkotorskh) là một cầu thủ bóng đá chuyên nghiệp Gruzia. Anh hiện đang chơi cho Sisaket ở vị trí Tiền vệ cánh. Trước đây chơi cho TOT-CAT ở Thái Lan và xuất hiện trong đội all star Thái Lan thi đấu với Atlético Madrid vào năm 2010.